# ГЕС Срепок 4
ГЕС Срепок 4 — гідроелектростанція в південній частині В'єтнаму. Розташована між ГЕС Срепок 3 (вище по течії) та ГЕС Срепок 4А, входить до складу каскаду на річці Срепок, яка дренує західний схил Аннамських гір та вже на території Камбоджі в районі водосховища ГЕС Lower Sesan II впадає ліворуч у Сесан, яка своєю чергою невдовзі зливається з річкою Секонг та впадає ліворуч до Меконгу.
У межах проєкту річку перекрили комбінованою греблею висотою 37 метрів та довжиною 881 метр, яка включає центральну бетонну та бічні насипні частини. Вона утримує водосховище з площею поверхні 3,16 км2 та об'ємом 25,9 млн м3 (корисний об'єм 8,4 млн м3), в якому припустиме коливання рівня поверхні в операційному режимі між позначками 204 та 207 метрів НРМ.
Облаштований біля правобережної частини бетонної греблі машинний зал обладнали двома турбінами типу Каплан потужністю по 41,2 МВт, які при напорі від 16 до 21,4 метра (номінальний напір 17,5 метра) забезпечують виробництво 336 млн кВт-год електроенергії на рік.
Відпрацьована вода потрапляє у прокладений по правобережжю Срепок дериваційний канал довжиною понад 10 км, що прямує до ГЕС Срепок 4А.